# Gackle (Dakota del Norte)
Gackle es una ciudad ubicada en el condado de Logan en el estado estadounidense de Dakota del Norte. En el censo de 2010 tenía una población de 310 habitantes y una densidad poblacional de 215,27 personas por km².

## Geografía
Gackle se encuentra ubicada en las coordenadas 46°37′35″N 99°8′29″O / 46.62639, -99.14139. Según la Oficina del Censo de los Estados Unidos, Gackle tiene una superficie total de 1.44 km², de la cual 1.41 km² corresponden a tierra firme y (2.34%) 0.03 km² es agua.

## Demografía
Según el censo de 2010, había 310 personas residiendo en Gackle. La densidad de población era de 215,27 hab./km². De los 310 habitantes, Gackle estaba compuesto por el 97.1% blancos, el 0.32% eran afroamericanos, el 0.97% eran amerindios, el 0.97% eran asiáticos, el 0% eran isleños del Pacífico, el 0% eran de otras razas y el 0.65% pertenecían a dos o más razas. Del total de la población el 0.65% eran hispanos o latinos de cualquier raza.